# Мікіо Яхара
Мікіо Яхара (яп. 矢原 美紀夫, нар. 4 квітня 1947, префектура Ехіме, Японія) — видатний японський майстер карате стилю шотокан, 10-й дан, засновник та головний інструктор Karatenomichi World Federation (KWF). Відомий своєю філософією ichigeki hissatsu — «один удар — вирішальний», а також динамічним стилем бою та безкомпромісним підходом до будо.

## Біографія
Мікіо Яхара народився 4 квітня 1947 року в префектурі Ехіме, Японія. Після закінчення Університету Кокусікан він став кеншусеєм (інструктором-стажером) у Японській асоціації карате (JKA), де навчався під керівництвом першого покоління інструкторів JKA.
У 1987 році Яхара залишив JKA, щоб розпочати власний шлях у карате. У квітні 2000 року він заснував Karatenomichi World Federation (KWF), організацію, яка на 2023 рік об'єднує представництва в 63 країнах світу. Метою KWF є розвиток карате як бойового мистецтва, зосередженого на техніці ichigeki hissatsu — здатності нанести вирішальний удар одним рухом.

## Спортивна кар'єра
Протягом 1970-х і 1980-х років Мікіо Яхара здобув славу як один із найнебезпечніших бійців шотокан карате. Його агресивний стиль бою часто призводив до дискваліфікацій, але водночас він демонстрував високий рівень техніки та майстерності.

### Основні досягнення

#### Чемпіонати Японії (JKA All-Japan Championships)
- 1984 — 1-е місце в ката, 3-є місце в куміте, Гранд-чемпіон
- 1983 — 2-е місце в ката
- 1982 — 2-е місце в ката, 3-є місце в куміте
- 1981 — 2-е місце в ката
- 1980 — 2-е місце в ката
- 1979 — 3-є місце в куміте
- 1978 — 2-е місце в ката та куміте
- 1976 — 3-є місце в куміте
- 1975 — 2-е місце в куміте
- 1974 — 1-е місце в командному куміте

#### Чемпіонати світу (JKA/IAKF World Championships)
- 1983 (Єгипет) — 1-е місце в командному куміте та ката, 2-е місце в ката
- 1980 (Німеччина) — 1-е місце в командному куміте та ката, 2-е місце в ката
- 1977 (Японія) — 1-е місце в командному куміте та ката, 2-е місце в ката
- 1975 (США) — 1-е місце в командному куміте та ката

#### Азійські чемпіонати
- 1974 (Сінгапур) — 1-е місце в командному куміте
- 1983 (Сінгапур) — 1-е місце в куміте та ката

#### Кубок світу WUKO/JKA
- 1984 (Угорщина) — 1-е місце в ката та командному ката

## Філософія та стиль
Мікіо Яхара відомий своєю філософією ichigeki hissatsu — прагненням нанести вирішальний удар одним рухом. Він вважає, що кожен рух у карате має бути наповнений енергією та рішучістю, здатною завершити поєдинок миттєво. Його стиль характеризується леопардовою грацією, динамічними стрибками та технікою, що поєднує атаку і захист в одному русі.

## Karatenomichi World Federation (KWF)
Karatenomichi World Federation була заснована Мікіо Яхарою у 2000 році з метою розвитку карате як бойового мистецтва, а не лише спортивної дисципліни. Організація зосереджена на технічній досконалості, філософії будо та вихованні духу воїна. На 2023 рік KWF має представництва в 63 країнах світу.

## Цікаві факти
- Мікіо Яхара відомий своєю участю в інциденті, де він самостійно протистояв 34 членам якудза, демонструючи свою майстерність та рішучість.